# Special One
Special One es un álbum de estudio de la banda estadounidense Cheap Trick, publicado en el 2003 y producido por la banda y Chris Saw.

## Lista de canciones
1. "Scent of a Woman" (R. Nielsen/R. Zander/B.E. Carlos) – 4:48
2. "Too Much" (R. Zander/R. Nielsen//T. Petersson) – 4:42
3. "Special One" (R. Zander/R. Nielsen//T. Petersson/B.E.Carlos) – 4:16
4. "Pop Drone" (R. Nielsen/R. Zander/T. Petersson) – 4:43
5. "My Obsession" (T. Petersson/R. Zander/R. Nielsen/J. Raymond) – 3:34
6. "Words" (R. Nielsen/R. Zander/T. Petersson) – 4:53
7. "Sorry Boy" (R. Zander/R. Nielsen/T. Petersson/B. Carlos/S. Albini) – 4:25
8. "Best Friend" (R. Nielsen/R. Zander/T. Petersson) – 4:16
9. "If I Could" (R. Nielsen/R. Zander/T. Petersson) – 3:51
10. "Low Life in High Heels" (R. Nielsen/R. Zander/T. Petersson) – 2:49
11. "Hummer" (R. Nielsen/R. Zander/T. Petersson) – 4:17

### Sencillos
- (2003) "Scent of a Woman"
- (2003) "My Obsession"
- (2003) "Too Much"

## DVD
Una edición limitada del álbum contiene un DVD con cinco vídeos musicales:
1. "Say Goodbye" (de Cheap Trick)
2. "Hot Love" (de Music for Hangovers)
3. "Hard to Tell" (de Silver)
4. "Woke Up with a Monster" (de Woke Up With a Monster)
5. "He's a Whore" (de Cheap Trick)

## Personal
- Robin Zander: voz, guitarra rítmica
- Rick Nielsen: guitarra, coros
- Tom Petersson: bajo, coros
- Bun E. Carlos: batería